# Kosťantynivský rajón
Kosťantynivský rajón (ukrajinsky Костянтинівський район) byl rajón v Doněcké oblasti na Ukrajině. Hlavním městem byla Kosťantynivka a rajón měl přibližně 17 tisíc obyvatel. 

## Sídla v rajónu
- Kosťantynivka